# Schwingungsrisskorrosion
Beanspruchung (Technische Mechanik)|Schwingungsrisskorrosion ist die transkristalline oder interkristalline Rissbildung in Werkstoffen aufgrund mechanischer Schwingungen. Das Auftreten dieser Korrosion hängt von der Beanspruchung ab und tritt meistens oberhalb eines spezifischen Grenzwertes auf. Im Gegensatz zur Spannungsrisskorrosion ist die Belastung zyklisch oder periodisch. Die Schwingungsrisskorrosion tritt plötzlich auf und ist äußerlich meistens nicht sichtbar.
Je nach Art der Beanspruchung des Bauteils kann unterschieden werden in Schwingungsrisskorrosion durch:
- Wechselbiegebeanspruchung
- Umlaufbiegebeanspruchung (z. B. biegebelastete sich drehende Wellen)
- Torsionsschwingungen (= Drehschwingungen).

Die Intensität der Schwingungsrisskorrosion hängt ab – außer von der Höhe und der Frequenz der Belastung – von:
- der Zusammensetzung des Werkstoffs
- seinem Gefügezustand
- dem Oberflächenzustand und der -behandlung des Bauteils
- dem das Bauteil umgebenden Korrosionsmedium, z. B. saure, basische, Salze, Gase enthaltende (insbesondere wässrige) Flüssigkeiten, ätzende Gase und Dämpfe. Auch Bewegung (ruhend oder strömend) und Temperatur dieser Korrosionsmedien sind wesentlich. Ein auf das Bauteil gegebenes elektrochemisches Potential kann vor Schwingungsrisskorrosion schützen.